# Marek Jóźwik
Marek Jan Jóźwik (ur. 10 kwietnia 1947 w Łodzi) – polski lekkoatleta, specjalizujący się w biegach płotkarskich, dziennikarz i działacz sportowy.
Na przełomie lat 60. i 70. XX wieku był czołowym polskim płotkarzem, trzykrotnym mistrzem Polski. W 1972 roku startował na igrzyskach olimpijskich w Monachium. Po zakończeniu sportowej kariery został dziennikarzem sportowym (pisał m.in. w „Trybunie Ludu” oraz „Rzeczpospolitej”), pracował jako komentator w TVP Sport oraz był redaktorem naczelnym Magazynu Lekkoatletycznego. Do 2018 roku pełnił funkcję prezesa Polskiego Związku Curlingu. Obecnie pracuje w Halo.Radio. Absolwent Akademii Wychowania Fizycznego w Poznaniu (1976).
W 2019 otrzymał medal Kalos Kagathos.

## Kariera sportowa
Podczas mistrzostw Polski seniorów w 1966 roku zadebiutował w wąskim finale tej imprezy zajmując siódmą lokatę na nietypowym dystansie 200 metrów przez płotki. Dwa lata później zdobył brąz krajowego czempionatu – już w swojej koronnej konkurencji, czyli biegu na 110 metrów przez płotki. Także w 1968 roku zadebiutował w seniorskiej reprezentacji Polski w meczu międzypaństwowym (przeciwko Szwajcarii w Zurychu). Rok później wystąpił w mistrzostwach Europy, podczas których dotarł do półfinału. W kolejnym sezonie zdobył pierwszy z trzech tytułów mistrza Polski (kolejne złote medale zdobył w 1970 oraz 1971). Na kolejnym czempionacie Starego Kontynentu, który odbył się w 1971 roku w Helsinkach zajął w finale siódme miejsce. W olimpijskim sezonie 1972 uplasował się tuż za podium, na czwartej lokacie, halowych mistrzostw Europy. Reprezentował Polskę na igrzyskach olimpijskich w Monachium odpadając w półfinale biegu na 110 m przez płotki. Od 1968 do 1972 roku szesnaście razy bronił barw narodowych w meczach międzypaństwowych, a w 1970 wystąpił w pucharze Europy.
W latach 1970–1972 sześć razy poprawiał rekord Polski (od 13,9 do 13,5).

### Osiągnięcia
| Rok  | Impreza                   | Miejsce   | Konkurencja                | Pozycja    | Wynik |
| ---- | ------------------------- | --------- | -------------------------- | ---------- | ----- |
| 1969 | Mistrzostwa Europy        | Ateny     | bieg na 110 m przez płotki | półfinał   | 14,4  |
| 1970 | Półfinał pucharu Europy   | Helsinki  | bieg na 110 m przez płotki | 3. miejsce | 14,3  |
| 1970 | Finał pucharu Europy      | Sztokholm | bieg na 110 m przez płotki | 7. miejsce | 14,4  |
| 1971 | Mistrzostwa Europy        | Helsinki  | bieg na 110 m przez płotki | 7. miejsce | 14,54 |
| 1972 | Halowe mistrzostwa Europy | Grenoble  | bieg na 50 m przez płotki  | 4. miejsce | 6,63  |
| 1972 | Igrzyska olimpijskie      | Monachium | bieg na 110 m przez płotki | półfinał   | 14,06 |

### Rekordy życiowe
| Konkurencja                | Rezultat | Data            | Miejsce  | Źródła |
| -------------------------- | -------- | --------------- | -------- | ------ |
| Bieg na 60 m przez płotki  | 7,5      | 1972            |          | [ 7 ]  |
| Bieg na 110 m przez płotki | 13,77    | 28 czerwca 1972 | Warszawa | [ 7 ]  |

## Kariera dziennikarska
Po zakończeniu kariery sportowej zajął się dziennikarstwem i publicystyką debiutując w 1976 roku na łamach nieistniejącego już tygodnika „Sportowiec”. Przez lata pisał dla „Trybuny Ludu”, a potem „Rzeczpospolitej”. Współpracował z Canal+ oraz TVN. Przez wiele lat (do 2017 roku) komentował zawody lekkoatletyczne na antenach Telewizji Polskiej. Jest autorem dwóch książek: "Rowerem przez Europę" (1992) oraz "Cyrk Blagiera" (2004). Podczas igrzysk olimpijskich w Pekinie (2008) komentował dla TVP zawody lekkoatletyczne oraz kajakarstwo górskie. Na igrzyskach olimpijskich w Vancouver (2010) komentował kombinację norweską oraz biegi narciarskie. W 2018 roku był jednym z prowadzących "Studio Pjongczang 2018" na antenie Polsatu Sport.
W latach 2020-2022 na antenie Halo.Radia prowadził magazyn sportowy, który nadawany był w soboty między 13:00 a 15:00.

## Curling
Od 2003 roku pełnił funkcję prezesa Polskiego Związku Curlingu. W tym czasie PZC popadł w poważne problemy finansowe, których głównym powodem są liczne nadużycia do jakich doszło przy wydatkowaniu środków z dotacji z budżetu państwa na przygotowanie reprezentacji. Nadużycia zostały stwierdzone w wyniku kontroli Ministerstwa Sportu w roku 2010 oraz 2012 w wyniku których wstrzymano finansowanie PZC ze środków publicznych oraz Ministerstwo Sportu zażądało zwrotu ok. 160 tys. zł. Ze względu na brak przychodów z innych źródeł niż dotacje publiczne Związek nie jest w stanie spłacić zadłużenia. W sprawozdaniu finansowym za 2013 roku zobowiązania PZC wynosiły 245 tys. zł przy aktywach równych 27 tys. zł. Jednocześnie od 2010 roku kierowany przez Marka Józwika Zarząd PZC jest w konflikcie z większością środowiska curlingowego. Jednym z jego przejawów był bojkot MP w 2011 roku przez ok. 3/5 drużyn w proteście przeciwko wykluczeniu z PZC 11 klubów przeciwnych obecnym władzom PZC. W ich miejsce do Polskiego Związku Curlingu przyjęto m.in. KS „Karate Kyokushinkai-Kan", klub ten został skreślony z listy członków PZC dopiero w 2014 roku decyzją Ministerstwa Sportu, kierowany przez Marka Józwika Zarząd przyjął w jego miejsce Warszawski Klub Karate.